# Lapouyade

Lapouyade este o comună în departamentul Gironde din sud-vestul Franței. În 2009 avea o populație de 459 de locuitori.

## Evoluția populației
| An        | 1975 | 1982 | 1990 | 1999 | 2006 | 2009 |
| --------- | ---- | ---- | ---- | ---- | ---- | ---- |
| Populație | 484  | 452  | 476  | 429  | 430  | 459  |

## Obiective turistice
- Biserica Sainte-Madeleine, în stil neogotic, renovată în 2009, clopotele din 1543-1925 monument istoric

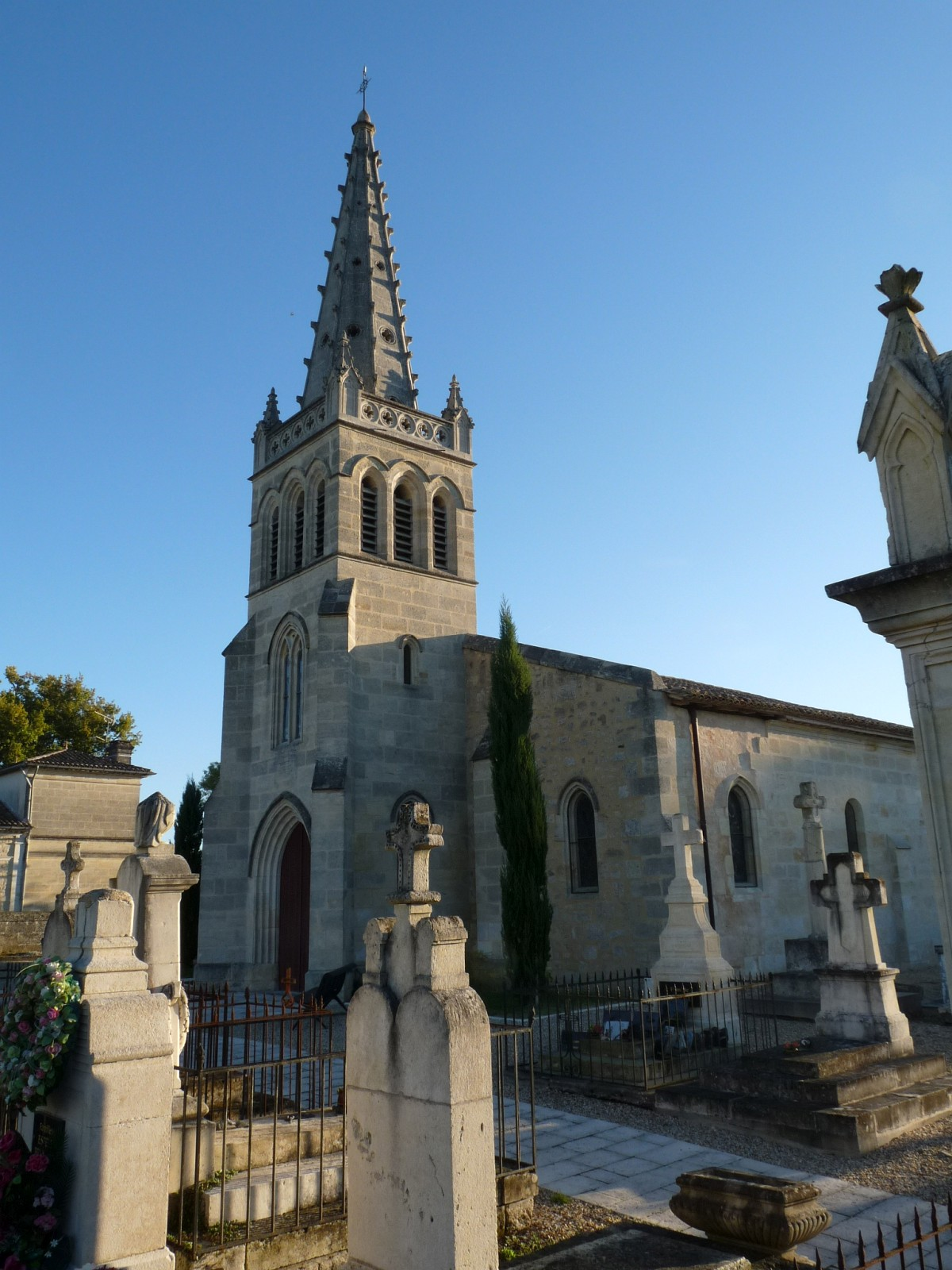
Biserica Sainte-Madeleine